# Imangi Studios
Imangi Studios es una compañía de videojuegos independiente estadounidense más conocida por crear el juego gratuito para iOS, Android y Windows Phone, Temple Run. Fundada por el equipo formado por los esposos Natalia Luckyanova y Keith Shepherd, la empresa también tiene un artista, Kiril Tchangov.

## Juegos desarrollados
| Juegos             | Fecha de liberación     | Ref.         |
| ------------------ | ----------------------- | ------------ |
| Imangi             | 29 de julio de 2008     | [ 2 ]        |
| Imangi Word Square | 9 de noviembre de 2008  | [ 3 ]        |
| Little Red Sled    | 3 de julio de 2009      | [ 4 ]        |
| Harbor Master      | 7 de agosto de 2009     | [ 4 ]        |
| Hippo High Dive    | 30 de noviembre de 2009 | [ 5 ]        |
| geoSpark           | 4 de diciembre de 2009  | [ 6 ]        |
| Max Adventure      | 4 de diciembre de 2010  | [ 7 ]        |
| Temple Run         | 4 de agosto de 2011     | [ 8 ]        |
| Temple Run: Brave  | 14 de junio de 2012     | [ 9 ] [ 10 ] |
| Temple Run 2       | 16 de enero de 2013     | [ 11 ]       |
| Temple Run: Oz     | 27 de febrero de 2013   | [ 12 ]       |
| Temple Run VR      | 23 de diciembre de 2014 | [ 13 ]       |

## Reconocimiento
Pocket Gamer colocó a Imangi en el puesto 13 de su lista de los 50 mejores desarrolladores de 2013 y en el puesto 36 de los 50 mejores desarrolladores de 2014. New York Times informó que Imangi Studios se había vuelto más popular que Zynga.